# Командный Чемпионат СССР по спидвею 1967

## Класс «А»
| М | Команда                    | Матч | Очки |
| - | -------------------------- | ---- | ---- |
| 1 | «Башкирия», г. Уфа         | 14   | 23   |
| 2 | «Салават», г. Салават      | 14   | 22   |
| 3 | «Нева», г. Ленинград       | 14   | 16   |
| 4 | «Восток», г. Владивосток   | 14   | 12   |
| 5 | «Корд», г. Балаково        | 14   | 12   |
| 6 | «Авангард», г. Львов       | 14   | 11   |
| 7 | «Локомотив», г. Даугавпилс | 14   | 8    |
| 8 | «Радуга», г. Ровно         | 14   | 5    |

## Класс «Б»
| М  | Команда                  | Матч | Очки |
| -- | ------------------------ | ---- | ---- |
| 1  | «Спартак», г. Кадиевка   | 22   | 40   |
| 2  | «Сибирь», г. Новосибирск | 22   | 40   |
| 3  | «Наири», г. Ереван       | 22   | 29   |
| 4  | «Узбекистан», г. Алмалык | 22   | 28   |
| 5  | «Центр», г. Москва       | 22   | 28   |
| 6  | «Жигули», г. Тольятти    | 22   | 24   |
| 7  | «Химик», г. Балаково     | 22   | 20   |
| 8  | «Стерля», г. Стерлитамак | 22   | 14   |
| 9  | «Тайфун», г. Элиста      | 22   | 12   |
| 10 | «Волга», г. Саратов      | 22   | 12   |
| 11 | «Балтика», г. Ленинград  | 22   | 12   |
| 12 | «Шахтёр», г. Червоноград | 22   | 6    |

## Медалисты
| «Башкирия», г. Уфа    | И.Плеханов, Б.Самородов, Ф.Шайнуров, Ю.Чекранов, Г.Кадыров, Б.Куванин, Р.Хайбрахманов, В.Дагаев, Г.Куриленко, Р.Махмутов, Б.Фурманов, А.Кузьмин            |
| «Салават», г. Салават | В.Соколов, В.Корнев, Вл.Коваленко, В.Кузнецов, В.Лебедьков, А.Кравченко, Вас.Коваленко, В.Кононович, В.Акшенцев, А.Гончаров                                |
| «Нева», г. Ленинград  | В.Батурин, Г.Лемберг, В.Канунников, В.Катюжанский, А.Белкин, В.Смирнов, Г.Вьюнов, Ю.Ломбоцкий, В.Карачаров, В.Леонов, И.Андреев, Ю.Семененко, Г.Маркатанов |